# إيزكيل ويتمان
إيزكيل ويتمان (بالإنجليزية: Ezekiel Whitman)‏ هو محامي وقاضي وسياسي أمريكي، ولد في 9 مارس 1776 في الولايات المتحدة، وتوفي في 1 أغسطس 1866 في نفس البلد. حزبياً، نشط في الحزب الفيدرالي الأمريكي. وقد انتخب عضو مجلس النواب الأمريكي.